# Fantasía oscura

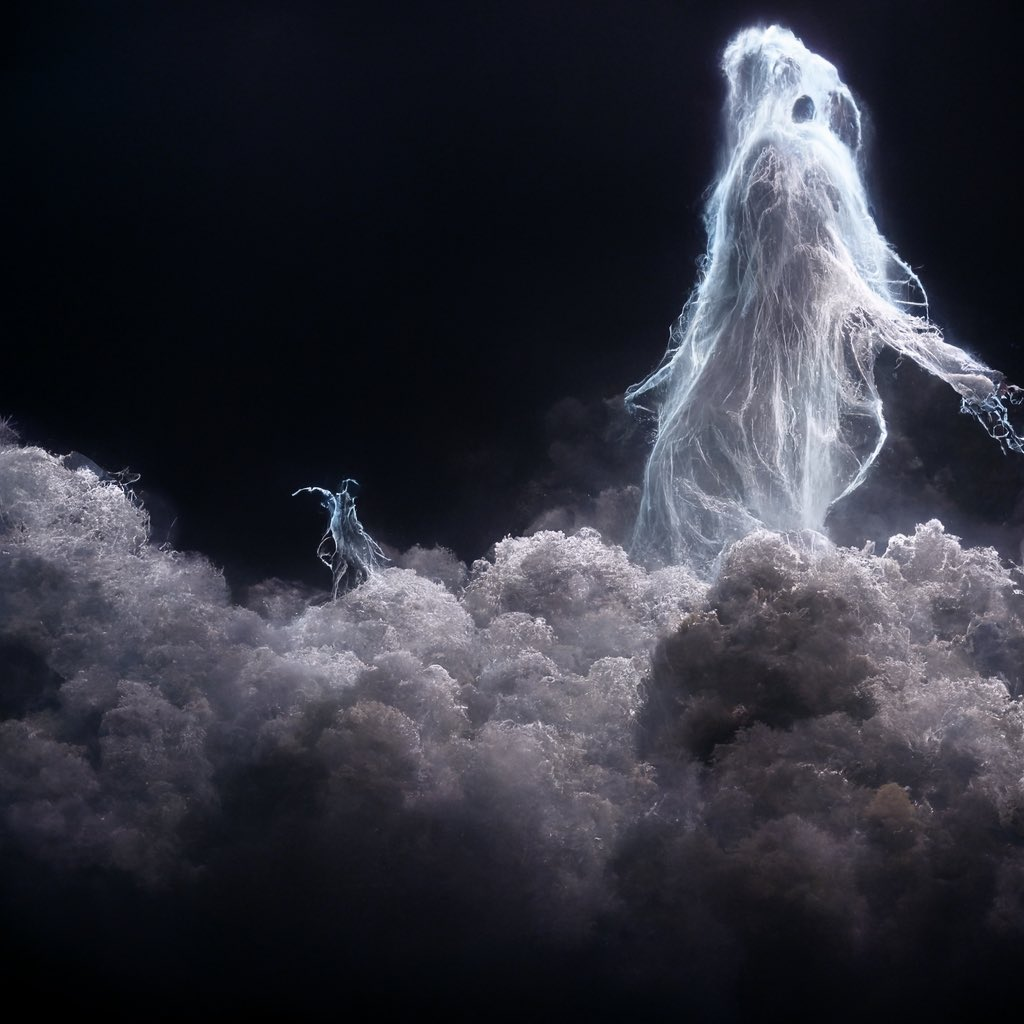
Los nubeiros, seres que dominan el tiempo meteorológico en la mitología gallega.

La fantasía oscura es un subgénero de la ficción fantástica que puede referirse a obras literarias, cinematográficas y artísticas en general que combinan la fantasía con elementos de terror. A grandes rasgos, la expresión puede utilizarse para referirse a las obras fantásticas que exhiben una atmósfera oscura o sombría, o que transmiten una sensación de horror y espanto.

## Contexto
Es difícil precisar una definición estricta de fantasía oscura. La escritora Gertrude Barrows Bennett (1883–1948) ha sido llamada «la mujer que inventó la fantasía oscura». Se atribuye a Charles L. Grant y a Karl Edward Wagner haber acuñado el término fantasía oscura, si bien cada uno de estos autores describía un tipo diferente de ficción. Brian Stableford argumenta que fantasía oscura puede utilizarse para definir un subgénero de historias que sencillamente trata de «incorporar elementos de ficción de terror» a las fórmulas estándar de historias de fantasía. Stableford también sugiere que el horror sobrenatural escenificado en el mundo real es una forma de "fantasía contemporánea", mientras que es el horror sobrenatural centrado parcial o totalmente en "mundos secundarios" el que debe describirse como "fantasía oscura".
Otros autores, críticos y editores han adoptado dicha expresión para describir otro tipo de obras. Sin embargo, estas historias rara vez comparten similitudes universales más allá de las apariciones sobrenaturales y el tono oscuro e inquietante. Como resultado, la expresión "fantasía oscura" no puede ser conectada sólidamente a la definición de un conjunto de figuras o elementos estructurales. El término puede referirse a relatos basados, bien en el horror, o bien en la fantasía.
Algunos escritores también utilizan fantasía oscura (o "fantasía gótica") como descripción alternativa de "horror", porque opinan que este último término es demasiado extremo o vívido.

## Fantasía oscura "terrorífica"
Charles L. Grant es a menudo citado como el autor que acuñó el término fantasía oscura. En su definición, la fantasía oscura es «un tipo de historia de terror en el que la humanidad se ve amenazada por fuerzas más allá de la comprensión humana». Grant utilizó a menudo la fantasía oscura como alternativa del horror, que asociaba a obras más viscerales.
La fantasía oscura a veces también se utiliza para describir historias narradas desde el punto de vista de un monstruo, o que presentan una visión más comprensiva de los seres sobrenaturales generalmente asociados con el horror. Las Crónicas vampíricas, de Anne Rice, Saint-Germain, de Chelsea Quinn Yarbro, y The Sandman, de Neil Gaiman, son los primeros ejemplos de este estilo de fantasía oscura. Estas obras están en contraste con el modelo tradicional del terror, que se centra más en el esquema víctimas-supervivientes.
En un sentido más general, fantasía oscura se utiliza también como sinónimo de terror sobrenatural, para distinguir las historias de terror que contienen elementos sobrenaturales de las que no los contienen. Por ejemplo, una historia sobre un hombre lobo o vampiro podría ser descrita como fantasía oscura, mientras que la historia de un asesino en serie sería simplemente horror. Los juegos de rol Vampiro: La Mascarada y Hombre lobo: El Apocalipsis, ambos escritos y dibujados por Mark Rein-Hagen (siendo parte de la colección Mundo de Tinieblas) son un claro ejemplo de la fantasía oscura "terrorífica".

## Fantasía oscura "fantástica"

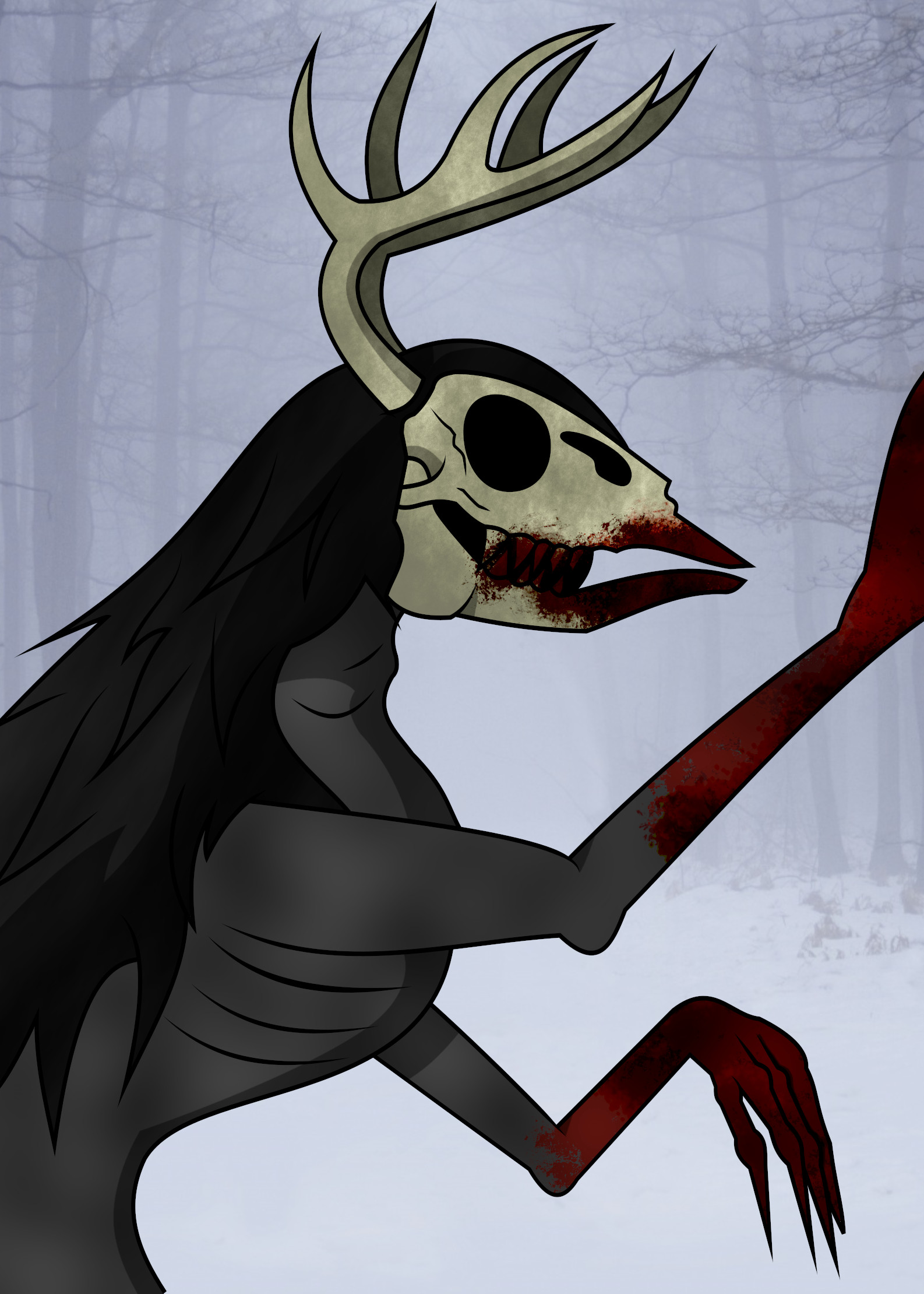
Ilustración del Wendigo, espíritu maligno perteneciente al folclore de las tribus de los Algonquinos de las Primeras Naciones de Canadá.

Stableford sugiere que el tipo de terror transmitido por las historias de fantasía como Vathek, de William Beckford y "La máscara de la Muerte Roja", de Edgar Allan Poe, «es más estético que visceral o existencial», y que tales historias se deben considerar "fantasías oscuras" en lugar del "thriller sobrenatural" de la literatura de terror convencional.
Karl Edward Wagner aplica el término fantasía oscura a contextos más basados en la "fantasía" comúnmente entendida. Wagner lo utilizó para describir su obra de ficción sobre el guerrero gótico Kane. Desde entonces, fantasía oscura se ha aplicado muchas veces a obras de espada y brujería y de alta fantasía que cuentan con protagonistas anti-heroicos o moralmente ambiguos. Otro buen ejemplo de este tipo de fantasía oscura es la saga de Michael Moorcock sobre el espadachín albino Elric.
Incluso las obras fantásticas de H. P. Lovecraft, Clark Ashton Smith y sus imitadores se han definido como propias de la fantasía oscura, ya que los mundos imaginarios que representaban contienen un gran número de elementos de terror.
Fantasía oscura en ocasiones se utiliza para referirse a obras que el público asocia directamente al género de terror. Ejemplos de esto serían La Torre Oscura, de Stephen King, Shadowland, de Peter Straub y Weaveworld, de Clive Barker. Por otra parte, la expresión se utiliza a veces referida a obras de ficción "más oscura" (darker fiction), escrita por autores mejor conocidos por otros estilos de fantasía; Faerie Tale, de Raymond E. Feist, así como las novelas de Charles de Lint escritas con el pseudónimo de Samuel M. Key cabrían aquí.

## En otros medios
Existen muchos videojuegos de línea gráfica oscura y temas para adultos que son frecuentemente promocionados como de fantasía oscura.
La serie de videojuegos de acción y rol Drakengard ha sido descrita como fantasía oscura, dado que recoge muchos temas para adultos.
El videojuego de rol multijugador masivo en línea (MMORPG), The Secret World, también se ha descrito como tal.
La franquicia Diablo está catalogado como de fantasía oscura, ya que contiene escenas de gore, temas oscuros y representaciones vívidas del Infierno.
Dragon Age con frecuencia se anuncia como fantasía oscura, a pesar de que generalmente se clasifica como alta fantasía con temas para adultos.
El videojuego Bloodborne también se puede atribuir a este tipo de historias por su ambiente oscuro y gótico.
Berserk, por Kentaro Miura, se cataloga con frecuencia dentro del género, debido a su extrema violencia y temas sexuales, a su historia apocalíptica.
Las obras y novelas gráficas de Junji Ito son un excelente ejemplo de fantasía oscura, donde a menudo choca la realidad contra elementos fantásticos de horror sobrenatural de naturaleza inexplicable, grotescas o depravada. 
A menudo, la franquicia Dark Souls es referenciada con el género de fantasía oscura por su ambiente y personajes oscuros, pero esto se hace más notorio en la entrega Dark Souls 3.
En los últimos años, se ha catalogado también a la serie de anime y manga Shingeki no Kyojin (o Attack on Titan), de Hajime Isayama, como una de las últimas obras de este género debido a diversas escenas explícitas y a la propia historia en sí.

## Autores significativos
Precursores
- J. R. R. Tolkien
- Robert E. Howard
- H. P. Lovecraft
- Clark Ashton Smith

Años 60-70
- Karl Edward Wagner
- Michael Moorcock
- Ursula K. Le Guin
- Michael Ende

Años 1980
- Glen Cook
- Stephen King
- Terry Pratchett

Años 1990 y siguientes
- George R. R. Martin
- Guillermo del Toro
- Neil Gaiman
- Kentaro Miura
- Andrzej Sapkowski
- Felipe Montes